# Élémentaliste
Un élémentaliste est un homme ou un humanoïde capable de maîtriser et de créer les éléments. On utilise aussi parfois le nom « élémentairiste » à cause d'une occlusion[pas clair] avec le mot « élémentaire ».

## Les éléments
On distingue souvent les quatre éléments de bases qui sont le feu, l'eau, l'air et la terre. Un élémentaliste est normalement capable de maîtriser tous ces éléments, mais certains se spécialisent dans un seul. Cette symbolique est héritée des alchimistes, qui considéraient que tout corps était composé de ces cinq éléments. Dans chacun de ces quatre éléments, on distingue plusieurs types d'attaque :
- par le feu : le magma, les flammes...
- par l'eau : l'eau liquide, les vagues, la glace, la neige, la grêle...
- par la terre : les séismes, les fissures, les armures, la nature...
- par l'air : le vent, les tempêtes, la foudre...

Le dernier élément, l'éther serait le rassemblement des quatre premiers éléments en un. L'éther serait un fluide incorporel qui remplirait tout l'espace.
Il est aussi important de remarquer que pour chaque classe de magies, on associe souvent les mêmes thématiques. L'eau étant souvent associée aux soins, la terre à l'armure, l'air à la vitesse et le feu à la puissance.
À ces éléments de base que peut maîtriser l'élémentaliste, on ajoute la lumière et les ténèbres même s'ils ne font pas partie à proprement parler des éléments.

## Jeux vidéo
Ce mot désigne aussi une des huit classes de personnages jouables dans le jeu Guild Wars ou d'autres jeux. Les élémentalistes constituent un des piliers du jeu. Présents dès la première version du jeu, ils peuvent maîtriser les quatre éléments de base et doivent se spécialiser au cours du jeu.
Il y a également des élémentalistes dans Final Fantasy XIV, Flyff ou l'univers transmédiatique Noob.